# 詹姆斯·查理士
詹姆斯·查理士（James Challis）是英國牧師、物理學家和天文學家。身為天文學和實驗哲學的普盧米恩教授和劍橋天文台台長，他研究了廣泛的物理現象，儘管在天文學之外沒有做出太多持久的貢獻。他於1846年錯失了發現海王星的機會。

## 生平
詹姆斯·查理士出生於布雷恩垂，他的父親約翰·查理士是一名石匠。在就讀多所當地學校後，他於1825年以Senior Wrangler和史密斯獎（Smith's prize）第一名得主的身份從劍橋大學三一學院畢業。他於1826年被當選為三一學院的院士，並於1830年被任命為聖職人員。從學院任職起，他一直領取劍橋郡帕普沃思埃弗拉德（Papworth Everard）聖職俸祿，直至1852年。 
1831年，詹姆斯·查理士與寡婦莎拉·科普西（Sarah Copsey）結婚，隨後辭去了三一學院的研究員職務。查理士夫婦育有一子一女。

## 劍橋天文台
詹姆斯·查理士接替喬治·比德爾·艾里擔任劍橋天文台台長，並逐步改善儀器和觀測精度。他對1846年1月15日比拉彗星 斷裂成兩塊的情況進行了一些早期觀察，並於1852年再次觀察了這兩塊碎片。他發表了60多篇科學論文，記錄了對彗星和小行星的其他觀察。他發明了流星儀（1848 年）和經緯儀減速器（1849 年）。查利斯出版了十二卷《劍橋天文台的天文觀測》。
他和妻子在天文台居住了25年。由於無法跟上處理新的天文觀測數據而長期承受壓力，詹姆斯·查理士最終辭去了天文台的職務。他的前任艾里則採取了更放鬆的態度。約翰·柯西·亞當斯接替了劍橋天文台台長職位，但詹姆斯·查理士一直保留教授職位直到去世。

## 普盧米恩教授
1836年，詹姆斯·查理士成為劍橋天文台台長和普盧米恩教授，並一直擔任該職位直至去世。他講授物理學的各個領域，作為史密斯獎的考官，他評估了喬治·斯托克斯、阿瑟·凱萊、約翰·庫奇·亞當斯、开尔文勋爵、彼得·格思理·泰特和詹姆斯·克拉克·麦克斯韦的早期作品。十多年來，查利斯在信件和出版物中多次表示不同意喬治·斯托克斯的研究結論。
查利斯曾擔任湯姆森和喬治·斯托克斯申請格拉斯哥大學教授職位及詹姆斯·克拉克·麥克斯韋申請阿伯丁大學教授職位的推薦人。他和湯姆森共同設立並審查了亞當斯獎的主題—土星環，該獎項由麥克斯韋於1857年獲得。

## 榮譽
- 英國皇家天文學會會員（1836年）
- 英國皇家學會會員（1848年）
- 他的經緯儀減速器在萬國工業博覽會上獲得銅牌（1851年）。
- 月球查理士環形山以他的名字命名[4]。

## 傳記
- Challis, J. (1861) Creation in Plan and Progress
- Challis, J. . Cambridge: Deighton, Bell and Co. 1869.
- Challis, J. (1871) A Translation of the Epistle of the Apostle Paul to the Romans
- Challis, J. (1873) An Essay on the Mathematical Principles of Physics
- Challis, J. (1875) Remarks on the Cambridge Mathematical Studies
- Challis, J. (1879) Lectures on Practical Astronomy and Astronomical Instruments
- Challis, J. (1880) Essay on the Scriptural Doctrine of Immortality